# County Wexford
County Wexford (irsk: Contae Loch Garman) er et county i Republikken Irland, hvor det ligger i provinsen Leinster.
Byen blev grundlagt i 1210.1210 County Wexford omfatter et areal på 2.352 km² med en samlet befolkning på 163.527 i 2022.
Det administrative county-center ligger i byen Wexford.
I området Bargy (tidligere baroni) bliver den særlige sprogstamme yola, der stammer far middelalderen, tales stadig.

## Byer og landsbyer
- County Town: Wexford
- Market Town: Gorey

- Adamstown
- Arthurstown
- Ballycanew
- Ballycullane
- Ballyedmond
- Ballyfad
- Ballygarrett
- Ballyhack
- Ballymitty
- Ballywilliam
- Bannow
- Barntown
- Blackwater
- Bree
- Bridgetown
- Broadway
- Bunclody
- Camolin
- Campile
- Castlebridge
- Castletown
- Cleariestown
- Clohamon
- Clonroche
- Coolgreany
- Courtown
- Craanford
- Crossabeg
- Cullenstown
- Curracloe
- Duncannon
- Duncormick
- Enniscorthy
- Ferns
- Fethard-on-Sea
- Foulkesmill
- Gorey
- Hollyfort
- Inch
- Killinierin
- Kilmore
- Kilmore Quay
- Kilmuckridge
- Kiltealy
- Monamolin
- Monaseed
- Murrintown
- Monageer
- Monbeg
- Newbawn
- New Ross
- Oulart
- Oylegate
- Poulpeasty
- Rathangan
- Rosslare
- Rosslare Harbour
- Raheen
- Rathnure
- Saltmills
- Taghmon
- Watch House Village
- Wellingtonbridge
- Wexford

## Seværdigheder
Bannow Drive, der er en rute igennem fire de landsbyer Duncormick, Cullenstown, Bannow og Wellingtonbridge, og dette er en populær turistattraktion i Wexford.
Ballyteigue Burrow, nær Duncormick, er en af de bedst beskyttede klitsystemer i Irland. Her er rigt flora og fauna, og de omkring 9 km kyststrækning er beskyttet som naturreservat i Ballyteigue Bay.
Hook Peninsula er kendt for sine mange strande og udsigter. Her findes også fyrtårnet Hook Head og Loftus Hall.
Der er populære strande i Courtown, Curracloe, Carnsore Point, Duncannon og Rosslare Strand.
Andre steder inkluderer
- Ferns Castle and Abbey[3]
- Enniscorthy Castle and Museum
- Vinegar Hill
- National 1798 Visitor Centre[4]
- Boolavogue
- The Browne-Clayton Monument
- Oulart Hill
- Castleboro House[5]
- The Seven 'Castles' of Clonmines
- Johnstown Castle
- Dollar Bay
- Loftus Hall – Forladt hjemsøgt hus (den første sal blev opført på stedet i 1350)
- Ballyteigue Castle
- Bannow Church (dateret til 1200-tallet)
- Selskar Abbey, Wexford
- Irish National Heritage Park (Ferrycarrig)
- Tacumshin windmill (southeast County Wexford)
- St. Mary's Church, New Ross
- Dunbrody Abbey
- Tintern Abbey[6]
- Slade Castle
- Ballyhack Castle
- J.F. Kennedy homestead and park
- Slieve Coilte
- Wells House and Gardens
- Duncannon Fort
- Saltee Islands